# المعصرة (عفرين)
المعصرة قرية سوريّة تتبع إداريّاً لمحافظة حلب منطقة عفرين ناحية معبطلي، بلغ تعداد سكانها 294 نسمة حسب التعداد السكاني لعام 2004.